# مایکل ویث
مایکل ویث (انگلیسی: Michael Woythe؛ زادهٔ ۱۵ نوامبر ۱۹۵۷) بازیکن فوتبال اهل آلمان است.